# Antonio Nicolás Zacagnini Colón
Antonio Nicolás Zacagnini Colón', fue un religioso español nacido en Cádiz en 1723 y fallecido en Génova en 1810. Jesuita, filósofo, teólogo y estudioso de la Física experimental. Traductor de la obra de Nollet: Lecciones de Física experimental.
- Datos: Q5699193